# 尹欣 (1978年)

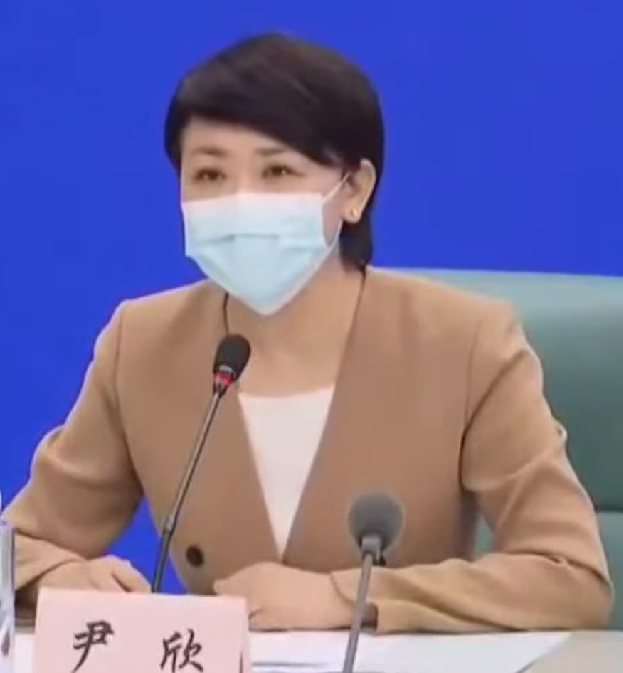
尹欣于2022年4月7日出席上海疫情防控新闻发布会

尹欣（1978年7月—），女，汉族，中国共产党党员，研究生，文学硕士。中国媒体工作者及政治人物。现任上海广播电视台副台长、副总编辑。

## 生平
尹欣于2004年进入解放日报社工作，历任记者、主任助理、副主任、主任，2014年4月兼任解放日报社工会主席。曾担任《解放周末》副刊的主编，2015年7月与上海市新闻出版局合作，主导推出中国大陆首个面向党政机关领导干部的阅读专刊“解放书单”。此后担任上海市委外宣办、市政府新闻办事业发展处处长，上海市委外宣办、市政府新闻办副主任，新闻发布处处长、二级巡视员等职。2023年2月，任上海市政府新闻办主任。2024年6月，任上海广播电视台副台长、副总编辑，不再担任上海市政府新闻办主任。
2019冠状病毒病疫情“乙类甲管”期间，尹欣几乎主持了所有的新闻发布会，尤其在2022年上海封城期间基本为每天召开一次，网民亦用全员“阴性”一词形容发布会的阵容。2020年9月，被评为上海市抗击新冠肺炎疫情先进个人。